# Mariä Geburt (Dringenberg)

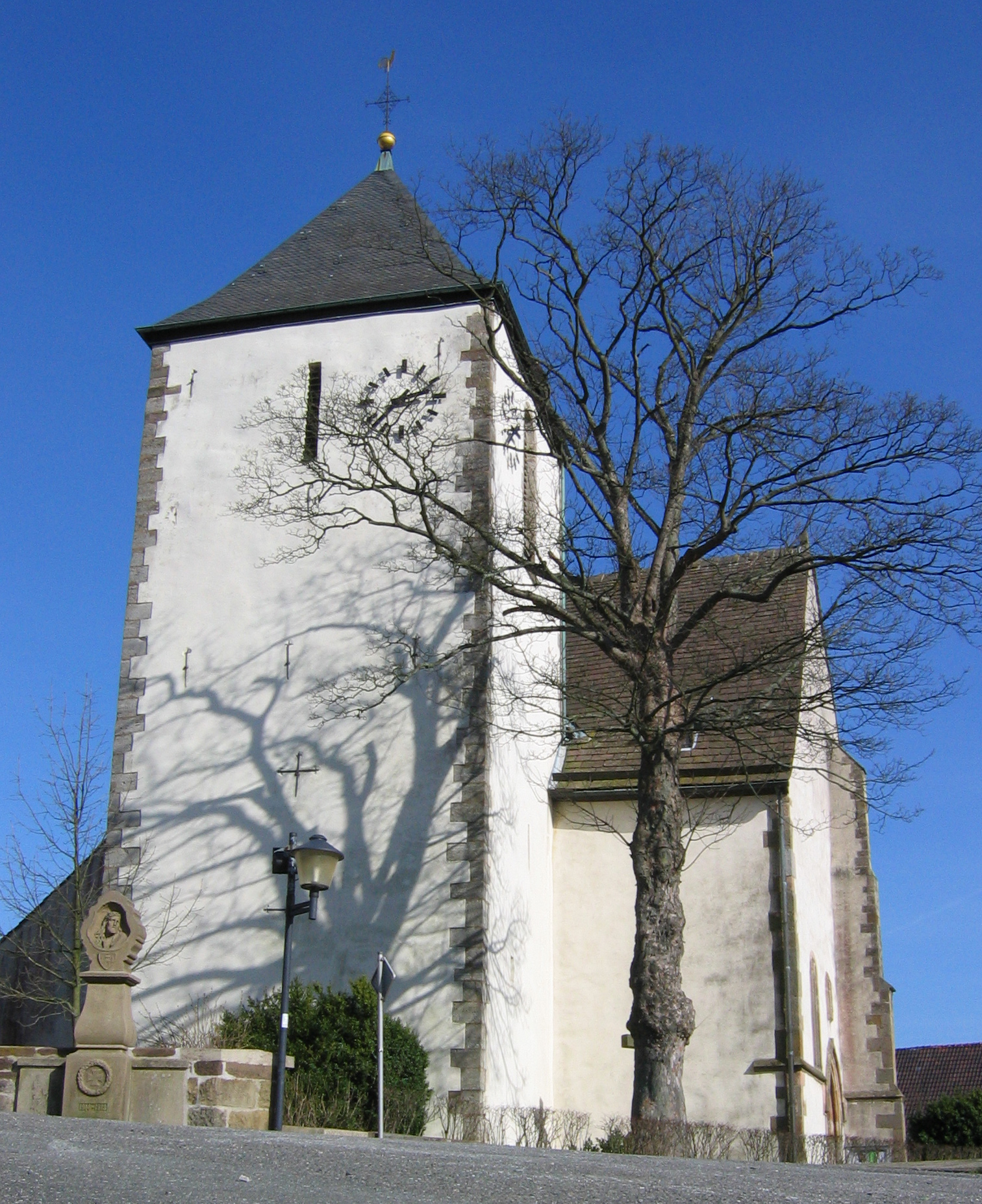
Mariä Geburt (Dringenberg)

Die römisch-katholische, denkmalgeschützte Pfarrkirche Mariä Geburt steht in Dringenberg, das zusammen mit Siebenstern einen Gemeindeteil der Stadt Bad Driburg im Kreis Höxter des Regierungsbezirks Detmold von Nordrhein-Westfalen bildet. Die Kirche gehört zum Pastoralen Raum Bad Driburg im Dekanat Höxter des Erzbistums Paderborn.

## Beschreibung
Die Hallenkirche mit zwei Jochen des Mittelschiffs hat ihren Kirchturm im Westen, einen Querarm nach Süden, der mit dem südlichen Seitenschiff zusammengefasst ist, einen rechteckigen Chor im Osten und eine Sakristei in der Flucht des nördlichen Seitenschiffs, das vom Vorgängerbau, einer Basilika, erhalten blieb. Der Bau des Kirchturms wurde im 1. Viertel des 14. Jahrhunderts begonnen und mit dem Aufsetzen des schiefergedeckten Pyramidendachs 1706 vollendet. Zur Kirchenausstattung gehören der 1894 gebaute Hochaltar, die Kanzel von 1897 und eine spätgotische Pietà. Die Orgel mit 19 Registern, 2 Manualen und einem Pedal wurde von der Westfälischen Orgelbau S. Sauer gebaut.